# 669 (szám)
A 669 (római számmal: DCLXIX) egy természetes szám, félprím, a 3 és a 223 szorzata.

## A szám a matematikában
A tízes számrendszerbeli 669-es a kettes számrendszerben 1010011101, a nyolcas számrendszerben 1235, a tizenhatos számrendszerben 29D alakban írható fel.
A 669 páratlan szám, összetett szám, azon belül félprím, kanonikus alakban a 31 · 2231 szorzattal, normálalakban a 6,69 · 102 szorzattal írható fel. Négy osztója van a természetes számok halmazán, ezek növekvő sorrendben: 1, 3, 223 és 669.
A 669 négyzete 447 561, köbe 299 418 309, négyzetgyöke 25,86503, köbgyöke 8,74598, reciproka 0,0014948. A 669 egység sugarú kör kerülete 4203,45097 egység, területe 1 406 054,350 területegység; a 669 egység sugarú gömb térfogata 1 254 200 479,9 térfogategység.